# 광주광천초등학교
광주광천초등학교는 대한민국 광주광역시 서구 농성동에 있는 공립 초등학교이다.

## 학교 연혁
- 2017.03.01 초등 22(2)학급, 병설유치원 3(1)학급, 계 25(3)학급
- 2017.02.17 제46회 63명 졸업(총 16,440명 졸업생 배출)
- 2016.03.01 초등21(2)학급, 병설유치원 3(1)학급 계 24(3)학급
- 2016.02.05 제45회 77명 졸업(총 16,377명 졸업생 배출)
- 2015.03.01 초등20(2)학급 병설유치원 3(1)학급 계 23(3)학급
- 2015.02.13 제44회 78명 졸업(총 16,300명 졸업생 배출)
- 2014.03.01 초등21(2)학급, 병설유치원 3(1)학급 계 24(3)학급
- 2014.02.17 제43회 70명 졸업(총 16,222명 졸업생 배출)
- 2013.02.15 제42회 83명 졸업(총 16,152명 졸업생 배출)
- 2012.03.01 초등 20(2)학급, 병설유치원 3(1)학급, 계 23학급
- 2012.02.15 41회 104명 졸업(총 16,069명 졸업생 배출)
- 2011.03.01 초등 21(2)학급, 병설유치원 3(1)학급, 계 24학급
- 2011.02.06 제40회 83명 졸업(총 15,965명 졸업생 배출)
- 2010.03.01 초등 20(2)학급, 병설유치원 3(1)학급, 계 23학급
- 2010.02.11 제39회 91명 졸업(총 15,882명 졸업생 배출)
- 2009.03.01 발명영재학급 운영
- 2009.02.13 제38회 107명 졸업(총 15,791명 졸업생 배출)
- 2008.05.28 광주서구광천영어센터 개관
- 2008.02.14 제37회 125명 졸업(총 15,684명 졸업생 배출)
- 2007.12.15 광천장학회 설립 및 장학금 지원
- 2007.03.01 교목:소나무, 교화:철쭉, 교색:미색으로 변경
- 2007.03.01 교사 재배치 공사 준공
- 2007.02.15 제36회 103명 졸업(총 15,559명 졸업생 배출)
- 2006.02.17 제35회 117명 졸업(총 15,456명 졸업생 배출)
- 2005.02.18 제34회 124명 졸업(총 15,339명 졸업생 배출)
- 2004.02.20 제33회 104명 졸업(총 15,215명 졸업생 배출)
- 2003.03.01 발명공작교실 개관
- 2003.03.01 지역공동 영재학급 개강(4학년 수학과 1학급 설치)
- 2003.02.17 제32회 114명 졸업(총 15,111명 졸업생 배출)
- 2002.02.15 제31회 135명 졸업(총 14,997명 졸업생 배출)
- 2001.02.17 제30회 129명 졸업(총 14,862명 졸업생 배출)
- 2000.03.01 22학급 편성(특수학급 1학급)
- 2000.02.17 제29회 135명 졸업(총 14,733명 졸업생 배출)
- 1999.03.01 25학급 편성(특수학급 1학급)
- 1999.02.19 제28회 147명 졸업(총 14,598명 졸업생 배출)
- 1998.12.01 광주광천초등학교 홈페이지 구축
- 1998.03.01 26학급 편성(특수학급 1학급)
- 1998.02.19 제27회 166명 졸업(총 14,451명 졸업생 배출)
- 1997.03.01 30학급 편성(특수학급 1학급)
- 1997.02.19 제26회 212명 졸업(총 14,285명 졸업생 배출)
- 1996.03.01 34학급 편성(특수학급 1학급)
- 1996.03.01 광주광천초등학교로 개칭
- 1996.03.01 병설유치원 개원
- 1996.03.01 광주광천초등학교 운영위원회 출범
- 1996.03.01 학교 육성종목 체조부, 씨름부 창단
- 1996.02.15 제25회 263명 졸업(총 14,073명 졸업생 배출)
- 1995.03.01 37학급 편성(특수학급 1학급)
- 1995.03.01 학교 급식소 설치
- 1995.02.15 제24회 359명 졸업(총 13,810명 졸업생 배출)
- 1994.03.01 38학급 편성(특수학급 1학급)
- 1994.02.18 제23회 393명 졸업(총 13,451명 졸업생 배출)
- 1993.03.01 43학급 편성(특수학급 1학급)
- 1993.02.18 제22회 410명 졸업(총 13,058명 졸업생 배출)
- 1992.03.01 47학급 편성(특수학급 1학급)
- 1992.02.15 제21회 477명 졸업(총 12,648명 졸업생 배출)
- 1991.03.01 54학급 편성(특수학급 1학급)
- 1991.02.12 제20회 436명 졸업(총 12,171명 졸업생 배출)
- 1990.03.09 56학급 편성(특수학급 1학급)
- 1990.03.01 55학급 편성(특수학급 1학급)
- 1990.02.16 제19회 474명 졸업(총 11,735명 졸업생 배출)
- 1989.03.01 64학급 편성(특수학급 1학급)
- 1989.02.16 제18회 493명 졸업(총 11,261명 졸업생 배출)
- 1988.03.02 인터넷 설치 11개소
- 1988.03.01 62학급 편성(특수학급 1학급)
- 1988.02.16 제17회 558명 졸업(총 10,768명 졸업생 배출)
- 1987.03.01 69학급 편성(특수학급 1학급)
- 1987.02.17 제16회 625명 졸업(총 10,210명 졸업생 배출)
- 1986.03.01 72학급 편성(특수학급 1학급)
- 1986.02.15 제15회 598명 졸업(총 9,585명 졸업생 배출)
- 1985.05.03 국악클럽 TV출연(MBC)
- 1985.04.02 59학급 편성(1학년 1개학급 증설)
- 1985.03.01 58학급 편성(특수학급 1학급)
- 1985.02.16 제14회 570명 졸업(총 8,987명 졸업생 배출)
- 1984.03.02 방송실, 탈의실, 양호실, 숙직실 설치
- 1984.03.01 60학급 편성(특수학급 1학급)
- 1984.02.20 제13회 535명 졸업(총 8,417명 졸업생 배출)
- 1983.07.20 국악녹화공개(MBC)
- 1983.03.01 62학급 편성
- 1983.02.17 제12회 808명 졸업(총 7,882명 졸업생 배출)
- 1982.11.07 예능발표(MBC)녹화방영
- 1982.03.01 63학급 편성
- 1982.02.17 제11회 753명 졸업(총 7,074명 졸업생 배출)
- 1981.03.01 76학급 편성
- 1981.02.17 제10회 867명 졸업(총 6,321명 졸업생 배출)
- 1980.03.01 71학급 편성
- 1980.02.14 제9회 831명 졸업(총 5,454명 졸업생 배출)
- 1979.03.01 77학급 편성
- 1979.02.16 제8회 762명 졸업(총 4,623명 졸업생 배출)
- 1978.03.01 72학급 편성
- 1978.02.14 제7회 749명 졸업(총 3,861명 졸업생 배출)
- 1977.03.01 71학급 편성
- 1977.02.14 제6회 579명 졸업(총 3,112명 졸업생 배출)
- 1976.09.01 63학급편성(학급 증설)
- 1976.03.01 62학급 편성
- 1976.02.18 제5회 624명 졸업(총 2,533명 졸업생 배출)
- 1975.03.01 55학급 편성
- 1975.02.14 제4회 539명 졸업(총 1,909명 졸업생 배출)
- 1974.06.03 학교 도서실 개관
- 1974.02.19 제3회 493명 졸업(총 1,370명 졸업생 배출)
- 1973.02.17 제2회 502명 졸업(총 877명 졸업생 배출)
- 1972.03.01 47학급 편성
- 1972.02.14 제1회 375명 졸업
- 1971.10.02 현 부지에 신축 이전(개교기념일)
- 1971.03.02 현 부지로 완공 이전(35학급 편성)
- 1971.03.02 리듬 밴드부 조직
- 1970.03.02 광주광천국민학교 개교(19학급, 광주서림초등학교 교사 사용)
- 1969.09.03 설립 인가

- 2015.03.01 제17대 조배원 교장 부임
- 2012.03.01 제16대 이재현 교장 부임
- 2008.09.01 제15대 조유형 교장 부임
- 2006.09.01 제14대 김철 교장 부임
- 2003.09.01 제13대 박윤성 교장 부임
- 2000.03.01 제12대 김석준 교장 부임
- 1999.03.01 제11대 서광종 교장 부임
- 1995.09.01 제10대 오종후 교장 부임
- 1991.07.23 제9대 전명섭 교장 부임
- 1990.03.01 제8대 김상준 교장 부임
- 1988.10.15 제7대 박우규 교장 부임
- 1987.09.01 제6대 김재민 교장 부임
- 1984.03.01 제5대 이준호 교장 부임
- 1979.03.01 제4대 신민식 교장 부임
- 1973.09.01 제3대 한인교 교장 부임
- 1972.09.01 제2대 곽충로 교장 부임
- 1970.03.01 제1대 황흥연 교장 부임

## 참고 자료
- 광주광천초등학교 - 한국교육학술정보원 학교알리미